# 中津からあげ
中津からあげ（なかつからあげ）は、大分県中津市で販売されているご当地から揚げである。

## 概要
中津市内には数多くのからあげ専門店が散在しており、からあげの「聖地」とされている。中津市内のからあげ店23店舗ではこの中津のからあげをブランド化しようと、2010年8月27日に「聖地中津からあげの会」を設立し、ご当地グルメとしてPRを行っている。
中津からあげは、店舗によっても味に違いがあるが、醤油にショウガ、ニンニクなどの薬味を加えたタレに漬けた鶏肉を使用するものが多い。
販売形態からは、からあげ専門店をはじめとする持ち帰り専門の総菜店、精肉店、スーパーマーケットの売り場、飲食店などに分けられる。専門店などでは、揚げてからではなく、揚げる前の状態の肉の重さで量り売りする店が多い。持ち帰りの場合は、100ｇ単位で重さを指定してオーダーするのが普通。注文を受けてから揚げるため、10分程度の待ち時間が必要となる。このため、事前に電話で注文をしておき、指定の時間に受け取りにいく人も少なくない。飲食店では一人前単位で注文を受けて皿で出す。

## 歴史
中津市で初めてのからあげ専門店は、1970年（昭和45年）7月に開店した森山からあげ店（現・中津からあげ総本家 もり山）や、同年に養鶏場から転業してからあげ専門店を開いた細川（現・スーパー細川）であるとされる。当時、中津市にはからあげ専門店はなく、大分県北部でも宇佐市四日市にあった「からあげ庄助」が唯一のからあげ専門店であった。このため、宇佐市がからあげ専門店の発祥の地とされ、からあげ専門店はここから西に隣接する中津市へと広まった。
中津市にからあげ専門店が多く存在する理由としては、戦後の食糧難対策として政府が養鶏を推進したため、中津市内に多くの養鶏場があり鶏肉が容易に入手できたこと、旧満州から引き揚げてきた人が中国の鶏料理を再現したこと、惣菜店が揚げたてのからあげを提供したことが評判になり、からあげを出す惣菜店が増えたこと、等が挙げられている。
「中津からあげ」という名称は、森山からあげ店が2003年（平成15年）頃に中津市大貞店を出店した際に用いたのが最初とされる。

## 種類
部位によって、もも肉、胸肉、両者を組み合わせたミックス、手羽先、手羽元、砂ずりなどがあり、骨付きと骨なしを分けていることが多い。部位や骨の有無によって価格が異なる。
また、醤油ベースのものの他に、塩味、トウガラシのピリ辛味などを用意している店もある。